# Spiraea ×billardii
Espèce
Spiraea ×billardii est une espèce de plantes à fleurs de la famille des Rosacées.
C'est une plante ornementale. C'est l'hybride supposé entre Spiraea alba et Spiraea douglasii.